# Жаклін Рок
Жаклін Рок або Жаклін Пікассо (фр. Jacqueline Roque, нар. 24 лютого 1926, Париж, Франція — пом. 15 жовтня 1986, Мужен
, Франція) — відома як муза і друга дружина Пабло Пікасо. Їх шлюб тривав 11 років, аж до смерті Пікассо, який створив понад 400 її портретів, більше, ніж будь-якій іншій жінці. 

## Молодість
Народилася в 1927 році в Парижі. Жаклін було всього два роки, коли батько покинув матір і її чотирирічного брата. Цього Жаклін ніколи не могла пробачити. Мати виховувала її в обмежених умовах в будиночку консьєржів неподалік Єлисейських полів, довгі години працюючи швачкою. Жаклін було 18 років, коли її мати померла від інсульту. У 1946 році вона вийшла заміж за Андре Ютена (фр. André Hutin), інженера, і народила від нього дочку, Катрін Ютен-Бле. Молода сім'я переїхала в Африку, де Андре Ютен працював, але через чотири роки вони повернулися назад до Франції, де і розлучилися. Жаклін оселилася на Французькій Рив'єрі і влаштувалася на роботу в магазин в Валлорісі, що належав її кузині.

## Знайомство і життя з Пікассо
Пабло Пікассо вперше побачив Жаклін в 1953 році, коли їй було 26 років, а йому — 72 роки. Він став доглядати за нею. Зображення Жаклін стали з'являтися на картинах художника з травня 1954 року. Ці портрети характеризуються спотворенням реальної Жаклін, перебільшеною шиєю і котячим обличчям. Поступово, від картини до картини, її темні очі і брови, високі вилиці, і класичний профіль стали більш впізнаваними на його більш пізніх роботах. Він приходив до неї щодня. Намалював на її будинку крейдою голуба. Кожен день дарував їй одну троянду, поки через півроку вона не погодилася зустрічатися з ним. У 1955 році, коли його перша дружина Ольга Хохлова померла, овдовілий Пікассо отримав право вступити в новий шлюб. З Жаклін вони одружилися тільки через шість років, 2 березня 1961 року. У 1963 році художник написав сто шістдесят її портретів, і продовжив і далі малювати її, у все більш абстрактних розпливчастих формах, аж до 1972 року. 

## Після Пікассо
8 квітня (за іншими джерелами 9 квітня) 1973 року Пабло Пікассо помер у віці 91 року. У Жаклін від нього дітей не було. Оскільки поховання художника відбулося на приватній території, що належала його замку, Жаклін вдалося уникнути присутність на його похоронах дітей Пікассо, Клода і Паломи, народжених поза шлюбом від Франсуази Жило, яка була його супутницею між 1943 і 1953 роками. З 1973 року Франсуаза Жило стала боротися з Жаклін за розділ майна художника. Жило і її діти і раніше, ще за життя художника, безуспішно намагалися оскаржити його заповіт на тій підставі, що Пікассо був психічно хворий. Зрештою сторони домовилися про створення Музею Пікассо в Парижі, який був відкритий в 1985 році. 
Жаклін Рок (Пікассо) застрелилася з пістолета в 1986 році, на 60-му році життя. Згідно з її заповітом, похована поруч зі своїм чоловіком Пабло Пікассо, в парку його замку Вовенарг.